# Джулия (фильм, 1977)
«Джулия» (англ. Julia) — кинофильм 1977 года кинокомпании 20th Century Fox, США. Экранизация автобиографического романа «Pentimento» Лилиан Хеллман. Три премии «Оскар».

## Сюжет
Сюжет основан на автобиографической книге Лилиан Хеллман. Джулия (Ванесса Редгрейв) и Лилиан (Джейн Фонда) — подруги детства. Джулия родом из богатой еврейской семьи, воспитывалась в США у бабушки и дедушки. Между девочками были близкие отношения, но позже жизнь разлучила их. Увлеченная литературой Лилиан сближается с Дэшилом Хэмметом, а студентка-медик Джулия отправляется в Европу, где вливается в антифашистское движение. В результате она получает ранение в столкновениях со сторонниками Гитлера, затем занимается незаконной перевозкой денежных средств для борьбы с фашизмом из Советского Союза в Германию.
Во время одной из встреч подруг Лилиан узнаёт, что у Джулии есть ребёнок. Позднее Джулия погибает при неясных обстоятельствах, а Лилиан пытается найти её ребёнка…

## В ролях
- Джейн Фонда — Лилиан Хеллман
- Ванесса Редгрейв — Джулия
- Джейсон Робардс-мл. — Дэшил Хэммет
- Максимилиан Шелл — Йохан
- Хэл Холбрук — Алан Кэмпбелл
- Розмари Мерфи — Дороти Паркер
- Мерил Стрип — Энн-Мари
- Джон Гловер — Сэмми
- Лиза Пеликан — Джулия в детстве
- Сьюзан Джонс — Лилиан в детстве
- Кэтлин Несбит — бабушка
- Ламбер Вильсон — Вальтер Франц

## Съёмочная группа
- Режиссёр: Фред Циннеман
- Сценарий: Элвин Сарджент
- Продюсер: Ричард Рот
- Оператор: Дуглас Слоком
- Художники: Джин Кэллэхэн, Уилли Холт, Кармен Диллон
- Композитор: Жорж Делерю
- Монтаж: Уолтер Мерч
- Костюмы: Энтиа Силберт, Джоэн Бридж, Аннализа Назилли-Рокка

## Награды и номинации

### Награды
- 1978 — Оскар — Лучшая мужская роль второго плана — Джейсон Робардс
- 1978 — Оскар — Лучшая женская роль второго плана — Ванесса Редгрейв
- 1978 — Оскар — Лучший адаптированный сценарий — Элвин Сарджент
- 1978 — Золотой глобус — Лучшая драматическая женская роль в кинофильме — Джейн Фонда
- 1978 — Золотой глобус — Лучшая женская роль второго плана в кинофильме — Ванесса Редгрейв
- 1979 — BAFTA — Лучшая актриса — Джейн Фонда
- 1979 — BAFTA — Лучший оператор — Дуглас Слоком
- 1979 — BAFTA — Лучший фильм
- 1979 — BAFTA — Лучший сценарий — Элвин Сарджент

### Номинации
- 1978 — Оскар — Лучшая мужская роль второго плана — Максимилиан Шелл
- 1978 — Оскар — Лучшая женская роль — Джейн Фонда
- 1978 — Оскар — Лучшая операторская работа — Дуглас Слоком
- 1978 — Оскар — Лучший дизайн костюмов — Энтиа Силберт
- 1978 — Оскар — Лучшая режиссура — Фред Циннеман
- 1978 — Оскар — Лучший монтаж — Уолтер Мерч
- 1978 — Оскар — Лучший оригинальный саундтрек — Жорж Делерю
- 1978 — Оскар — Лучший фильм — Ричард Рот
- 1978 — Золотой глобус — Лучшая режиссура кинофильма — Фред Циннеман
- 1978 — Золотой глобус — Лучший драматический кинофильм — Фред Циннеман
- 1978 — Золотой глобус — Лучшая мужская роль второго плана в кинофильме — Джейсон Робардс
- 1978 — Золотой глобус — Лучшая мужская роль второго плана в кинофильме — Максимилиан Шелл
- 1978 — Золотой глобус — Лучший сценарий — Элвин Сарджент
- 1979 — Сезар — Лучший иностранный фильм — Фред Зиннеманн
- 1979 — BAFTA — Лучший дизайн костюмов — Энтиа Силберт, Джоэн Бридж, Аннализа Назилли-Рокка
- 1979 — BAFTA — Лучшая режиссура — Фред Циннеман
- 1979 — BAFTA — Лучший монтаж — Уолтер Мерч
- 1979 — BAFTA — Лучшая мужская роль второго плана — Джейсон Робардс
- 1979 — BAFTA — Лучшая работа художника — Джин Кэллэхэн, Уилли Холт, Кармен Диллон

## Интересные факты
- В этом фильме впервые появились на экране Мерил Стрип и Лиза Пеликан.
- Фигура, сидящая в рыболовецкой лодке в самом начале и конце фильма, принадлежит настоящей Лилиан Хеллман, хотя за кадром звучит голос Джейн Фонды.